# Морал врлина
Морал врлина је морал који се заснива на ставу да у основи сваке личности постоје моралне тежње као што су храброст, честитост и истинољубивост.

## Карактеристике
Овај тип моралности претпоставља да сваки човек, због сопствене савести, има одређене моралне тежње, без обзира да ли су оне уочљиве, односно да ли их човек и показује или су само потенцијално дате.

## Примери
Овакав морал се јавља у свакој друштвеној заједници, али је најуочљивији био међу племством у средњем веку. Према наводима Милована Митровића и Сретена Петровића, ауторима уџбеника социологије, у модерном друштву, професије најближе оваквом моралу су универзитетски професори, официри, адвокати и лекари. За ову последње наведену професију као аргумент се наводи тзв. лекарска етика.